# 훌라 걸스
《훌라 걸스》(フラガール 후라가루[*])는 2006년에 개봉한 일본 영화이다. 1960년대 후반, 후쿠시마현 이와키시의 조반 탄광이 폐광된 이후, 폐광 지역 주민들 사이에서 생긴 일을 소재로 다루고 있다.

## 시놉시스
탄광이 폐쇄되는 시대적 흐름속에서 대안으로 마련된 조반 하와이안 센터의 건립을 두고 지역 주민들의 마찰을 그린 영화이다. 아직 조반 하와이안 센터(이하 조반)이 생기기 전, 조반에서 훌라 댄서를 모집한다는 이야기를 들은 주인공(키미코)이 도쿄에서 빚을 지고 온 히라야마 마도카 선생에게 여러 동료들과 함께 훌라 댄스를 배우게 된다. 지역 주민으로서 어엿한 훌라 댄서가 된 주인공과 동료들은 우여곡절 끝에 건립된 조반에서 성공적으로 공연하게 된다.

## 등장 인물
- 다니가와 기미코 - 아오이 유
- 히라야마 마도카 - 마쓰유키 야스코
- 기무라 사나에 - 도쿠나가 에리
- 구마노 사유리 - 야마자키 시즈요
- 사사키 - 이케즈 쇼코
- 다니가와 요지로 - 도요카와 에쓰시
- 요시모토 노리오 - 기시베 잇토쿠
- 다니가와 지요 - 후지 스미코
- 기무라 세이지 - 다카하시 가즈미
- 이시다 - 데라지마 스스무
- 미쓰오 - 미야케 히로키

## MBC 성우진
- 김서영 - 타니카와 기미코(아오이 유우)
- 최성우 - 히라야마 마도카(마츠유키 야스코)
- 김아영 - 쿠마키 사유리(야마자키 시즈요)
- 오주연 - 사나에(토쿠나가 에리)
- 배주영 - 하츠코(이케즈 쇼코)
- 최원형 - 타니카와 요지로(토요카와 에츠시)
- 박일 - 요시모토 노리오(기시베 잇토쿠)
- 안정현 - 타니카와 치요(후지 스미코)
- 박태호
- 김명수
- 최상기
- 김동현
- 양희문
- 김지영
- 이자옥
- 양준건
- 유상우
- 류승곤

## 제작진
- 감독 - 이상일
- 제작 - 이봉우
- 각본 - 하바라 다이스케
- 기획·프로듀스 - 이시하라 히토미
- 음악 - 제이크 시마부쿠로
- 제작·배급 - 시네콰논

## 수상
- 제80회 키네마 준보 베스트 10
  - 일본 영화 1위 〈훌라 걸스〉
  - 독자가 뽑은 베스트 10 1위 〈훌라 걸스〉
  - 여우주연상 - 아오이 유

- 제31회 호치 영화상
  - 최우수 작품상 〈훌라 걸스〉
  - 최우수 여우주연상 - 아오이 유

- 제19회 닛칸 스포츠 영화대상
  - 작품상 〈훌라 걸스〉
  - 여우주연상 - 마쓰유키 야스코
  - 여우조연상 - 후지 스미코
  - 신인상 - 아오이 유

- 제61회 마이니치 영화 콩쿠르
  - 일본 영화 우수상 〈훌라 걸스〉
  - 여우주연상 - 아오이 유

- 제49회 블루리본상
  - 작품상 〈훌라 걸스〉
  - 여우주연상 - 아오이 유
  - 여우조연상 - 후지 스미코

- 제21회 다카사키 영화제
  - 최우수 감독상 - 이상일 (훌라 걸스)
  - 최우수 여우주연상 - 아오이 유 (훌라 걸스)

- 제28회 요코하마 영화제
  - 일본 영화 베스트 10 2위 〈훌라 걸스〉
  - 여우주연상 - 아오이 유

- 2007년 에란도르상
  - 작품상(영화) 〈훌라 걸스〉
  - 신인상 - 아오이 유

- 제16회 도쿄 스포츠 영화 대상
  - 여우주연상 - 아오이 유
  - 여우조연상 - 후지 스미코

- 제11회 일본 인터넷 영화 대상
  - 일본 영화 부문 작품상 1위 〈훌라 걸스〉
  - 여우주연상 - 아오이 유

- 제30회 일본 아카데미상
  - 최우수 작품상 〈훌라 걸스〉
  - 최우수 감독상 - 이상일
  - 최우수 각본상 - 이상일, 하바라 다이스케
  - 최우수 여우주연상 - 아오이 유
  - 우수 여우조연상 - 마쓰유키 야스코
  - 우수 여우조연상 - 후지 스미코
  - 우수 신인상 - 아오이 유, 야마자키 시즈요
  - 화제상 〈훌라 걸스〉

- 제16회 일본 영화 비평가 대상
  - 여우조연상 - 훌라 걸스

- 제44회 골든 애로상
  - 영화상 - 마쓰유키 야스코